# Hilda Kibet
Hilda Kibet (Kenia, 27 de marzo de 1981) es una atleta neerlandesa de origen keniano, especialista en la prueba de 10000 m en la que llegó a ser medallista de bronce europea en 2010.

## Carrera deportiva
En el Campeonato Europeo de Atletismo de 2010 ganó la medalla de bronce en los 10000 metros, con un tiempo de 31:36.90 segundos, llegando a meta tras la turca Elvan Abeylegesse y la portuguesa Jessica Augusto (plata).